# 西維亞區

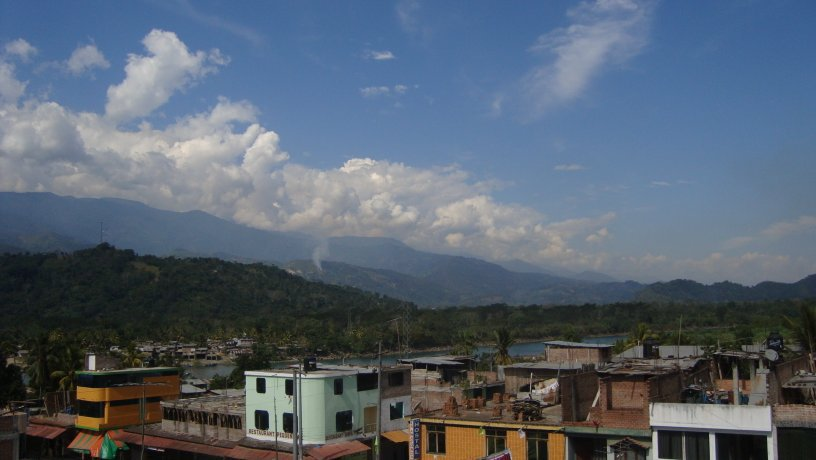

12°30′42″S 73°51′32″W / 12.5116°S 73.8588°W
西維亞區（西班牙語：Distrito de Sivia），是秘魯的一個區，位於該國中南部阿亞庫喬大區的萬塔省，始建於1992年11月6日，面積723.4平方公里，海拔高度551米，2007年人口11,956，人口密度每平方公里17人。